# Paul Santelli
Paul Marie Raphaël Edouard Henri Santelli (ur. 12 lutego 1898, zm. 15 stycznia 1928) – francuski as myśliwski z czasów I wojny światowej. Osiągnął 7 zwycięstw powietrznych. Należał do grona asów posiadających tytuł honorowy Balloon Buster. 
Paul Santelli urodził się w Miramas. Do wojska wstąpił 18 kwietnia 1917 roku został przydzielony do 2 Pułku Artylerii. 6 września 1917 roku został przeniesiony do francuskich sił powietrznych i po przejściu szkolenia w Pau 3 października 1917 roku uzyskał licencję pilota. Następnie został przydzielony do eskadry SPA 81, w której służbę rozpoczął do 1 lutego 1918 roku. Pierwsze zwycięstwo powietrzne odniósł 22 maja 1918 roku. Łącznie odniósł 7 zwycięstw powietrznych wszystkie nad balonami obserwacyjnymi.
Paul Santelli latał na samolotach SPAD VII i SPAD XIII.
Po zakończeniu wojny służył w lotnictwie. Zginął śmiercią lotnika 15 stycznia 1928 roku w Urugwaju. 

## Odznaczenia
- Médaille militaire;
- Krzyż Wojenny (Francja)[1] .